# 行命
行命（ぎょうめい、生没年未詳）は、平安時代末期の僧侶。熊野速玉大社の社僧で、父は19代熊野別当行範。行命は彼の長男。南別当、南法眼と通称される。

## 経歴
承安元年（1173年）、後白河院熊野参詣の際に、常住の「行命法眼」が「入道前太相国」（平清盛）や長床衆などの「船渡」を務めたという記録があり、この頃から院のみならず平家との関係をも深めたとみられる。
治承・寿永の乱当初、熊野別当家では、源氏寄りの立場を取る別当の範智（行命の叔父。20代別当）や行快（行命の異母弟。母は源為義の娘鳥居禅尼。後の22代別当）と、平家に加担する権別当の湛増（後の21代別当）との対立が見られたが、治承4年（1180年）の「熊野新宮合戦」を経てその後、後者が前者に妥協することで、反平家色が鮮明となった。これを受けた平家方は範智・湛増を罷免し、これらに対抗せしめるべく、両者と距離を置いていた法眼行命を別当に補任した。
これにより行命は「熊野の輩のうちただ一人志を官軍に有する者」の立場で、平家方としての活動を継続する。しかし、数において次第に劣勢となり、遂に養和元年（1181年）、熊野からの脱出を余儀なくされ、途中、日高郡北の志賀王子神社の在庁らの襲撃によって一族郎党の大半を失いつつも、何とか上洛を果たして平家に合流。
しかし寿永2年（1183年）に平家一門とともに都落ちし、元暦2年（1185年）の壇ノ浦の戦いにおいて遂に源氏方の捕虜となって、同年常陸国へと配流された。
文治5年（1189年）に赦免され帰洛するも、程なく京において没したと伝わる。